# Combate del Cuartel Polom
El Combate del Cuartel Polom (en Croata: Vojarna Polom), perteneciente al Ejército Popular Yugoslavo (JNA), fue una operación militar sucedida en la localidad de Doljani (Daruvar), consistente en un acción ofensiva croata llevada a cabo entre el 16 y 17 de septiembre de 1991 con el objeto de ocuparlo y obtener material militar guardado en el mismo. Este enfrentamiento se produjo en el marco de la Guerra de Croacia que se inició en forma abierta en agosto de 1991 y como parte de la Batalla de los Cuarteles de septiembre de ese año.
La operación fue un éxito de los atacantes que se pudieron hacer de gran cantidad de material existente y emplearlo para organizar las brigadas que luego lucharían en Eslavonia Occidental.

## Antecedentes

### Situación a nivel nacional
Enmarcado en la Doctrina de Defensa Territorial Integral de la República Federal Socialista de Yugoslavia vigente desde varios años antes de 1991, el Ejército Popular Yugoslavo (JNA) poseía gran cantidad de equipos militares almacenados en sus cuarteles federales en todo el territorio de la República Socialista de Croacia. Bajo esa doctrina, existía un ejército federal, el JNA, y ejércitos de las repúblicas financiados por éstas pero bajo la cadena de mando del JNA, mayormente a movilizar (fuerzas de defensa territorial - TO o Teritorijalna Obradna).
El empeoramiento de la situación política e interétnica en 1990 llevó a los dirigentes croatas a la preparación de planes para un posible conflicto. El objetivo de guerra de Croacia era preservar su integridad territorial e independizarse de Yugoslavia. Para cumplimentarlo, necesitaba un ejército capaz de oponerse al JNA. En ese contexto es que una acción ofensiva contra los cuarteles de JNA buscaría capturar material militar para constituir un ejército y neutralizar las unidades Yugoslavas basadas en Croacia. Su falta de armamento era crítica ya que el correspondiente a sus fuerzas de defensa territorial habían sido puesto bajo custodia del JNA en mayo de 1990 ante el agravamiento de las tensiones.
Para ello, Croacia adoptó un modo de acción de dos fases: La primera, que se extendió de septiembre a octubre, los croatas asumieron una actitud defensiva en el campo de batalla, mientras se lanzaban a la ofensiva contra los cuarteles de JNA. En la segunda fase, en noviembre y diciembre, los croatas pasaron a ataques contra el JNA y milicias serbias donde estos fueran débiles (tal fue el caso de Eslavonia Occidental) mientras se mantenían a la defensiva en otros lugares y continuaban sus bloqueos de cuarteles.

### Desarrollo de la lucha
La lucha abierta comenzó en agosto de 1991. La escalada de violencia puso al descubierto la posición del JNA del lado de los serbios de Croacia. Como resultado de esto, las fuerzas croatas (de limitado desarrollo), sitiaron los numerosos cuarteles del ejército donde su nacionalidad era mayoritaria. La insuficiencia de su poder militar hizo que muchas de las fuerzas sitiadoras no fueran militares sino, en muchos casos, civiles voluntarios o miembros de la policía ordinaria.
La posición pro-serbia del JNA provocó deserciones en masa de sus filas (fundamentalmente de los no-serbios) sobrepasando los niveles críticos. Ello provocó que los cuarteles tuvieran más equipos bélicos que hombres para operarlos e insuficientes soldados para brindar seguridad a los depósitos.
A partir del 14 y hasta el 29 de septiembre se desarrolló lo que se denominó la Batalla de los Cuarteles (Bitka za vojarne). Las fuerzas croatas de la Guardia Nacional Croata (ZNG) y del Ministerio del Interior rodearon y bloquearon todos los cuarteles o depósitos de JNA en el territorio controlado por los croatas cortándoles los servicios básicos. Simultáneamente, ocuparon algunos puestos de frontera y depósitos aislados. Con la estrategia adoptada, la ZNG y las policías se pudieron hacer de gran cantidad de material siendo el mayor botín la captura del Cuerpo JNA XXII (Varazdin) y la Brigada Mecanizada 265 (Bjelovar). Estas últimas acciones le proporcionados a los croatas el mayor salto en sus capacidades.
Las capturas estimadas fueron:
- 240 a 260 tanques (200 T-55; 10 a 20 M-84; 30 a 40 T-34)
- 120 a 130 VCI (20 a 30 M-60; 100 M-80 VCI)
- 395 a 455 piezas de artillería de campaña, lanzadores múltiples y armas antitanques de calibres mayores a 100 mm.
- 160 a 170 piezas de artillería de 76 mm.
- 1200 a 1300 morteros.

Las acciones, permitieron equipar a todas las brigadas croatas existentes, movilizar y armar suficiente personal para desplegar una gran cantidad de brigadas adicionales y expandir la mayoría de sus batallones independientes para que se convirtieron en brigadas.

## Situación en Eslavonia Occidental

### Evolución de la situación en la región

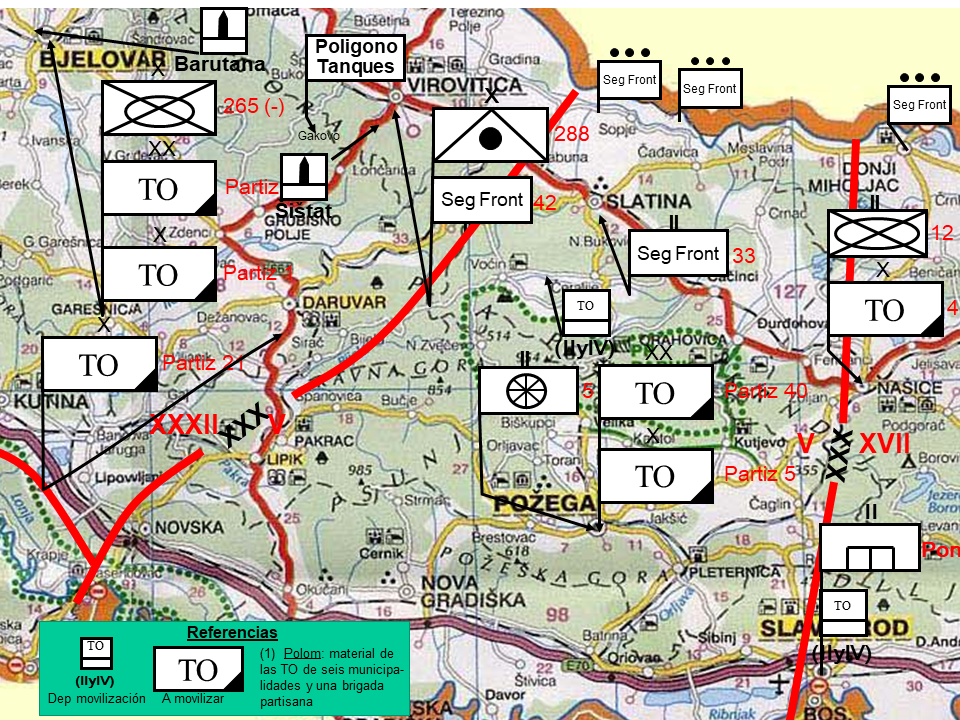
Despliegue del JNA a mediados de 1991 en Eslavonia Occidental

En Eslavonia Occidental, los combates abiertos se iniciaron a mediados de agosto de 1991. En esos días se produzco un levantamiento simultáneo en las municipalidades de Grubišno Polje, Daruvar, Pakrac, Podravska Slatina, Okučani y así como los territorios de las aldeas serbias en las municipalidades de Nova Gradiška, Slavonska Požega, Donji Miholjac, Orahovica, Virovitica, Novska, Garesnica y Kutina,
La escalada de violencia dio lugar a que el personal militar tomara la iniciativa inmediatamente y asaltara muchos cuarteles en contra de la voluntad del gobierno de continuar con las negociaciones, incluso en el momento en que casi un tercio de Croacia ya estaba ocupada por las unidades del Ejército Popular Yugoslavo o milicias serbias. Las instalaciones militares del JNA en Eslavonia pertenecían a tres Cuerpos distintos:
- Más al oeste tenía su asiento el Cuerpo JNA XXXII con puesto comando en Varaždin. Su cuartel más al este era el de Bjelovar.
- Al este estaba bajo responsabilidad del Cuerpo JNA V con puesto comando en Banja Luka (Bosnia).
- Más al este se encontraba el Cuerpo JNA XVII con puesto comando en Tuzla (Bosnia).

Los cuarteles más importantes y alrededor de los que gravitaron las acciones en Eslavonia Occidental fueron:
| Ubicación               | Tipo                         | Unidad | Fecha de caída                                            |
| ----------------------- | ---------------------------- | --- | --------------------------------------------------------- |
| Bjelovar                | Cuarteles y depósitos        | Brigada Mecanizada 265 junto la mayoría de sus unidades dependientes                                              | 29 de septiembre de 1991                                  |
| Bjelovar                | Comando                      | División Partisana 28 (Reserva. A movilizar)                                                                      | 29 de septiembre de 1991                                  |
| Bjelovar                | Comando y depósitos          | Brigada Partisana 1 (Reserva. A movilizar)                                                                        | 29 de septiembre de 1991                                  |
| Barutana                | Depósito                     | | 29 de septiembre de 1991. Detonado por el oficial a cargo |
| Čakovec                 | Cuartel                      | Regimiento de Ingenieros 32                                                                                       | 17 de septiembre de 1991                                  |
| Daruvar (Doljani)       | Cuartel                      | Brigada Partisana 21 (Reserva. A movilizar)                                                                       | 16 de septiembre de 1991                                  |
| Daruvar (Doljani)       | Depósito                     | Brigada Partisana 21 (Reserva. A movilizar)                                                                       | 16 de septiembre de 1991                                  |
| Grubišno Polje (Gakovo) | Polígono de tiro de tanques  | | 3 de octubre de 1991                                      |
| Koprivnica              | Cuartel                      | Batallón de Frontera 43                                                                                           | 3 de octubre de 1991                                      |
| Koprivnica              | Depósito                     | 73. motorizirana brigada "JNA" (Reserva. A movilizar)                                                             | 3 de octubre de 1991                                      |
| Križevci                | Depósito                     | Regimiento Mixto de artillería Atan 441 (Reserva. A movilizar)                                                    | 10 de septiembre de 1991                                  |
| Našice                  | Cuartel                      | Batallón de Tanques / Brigada Mecanizada Proletaria 12                                                            | 21 de septiembre de 1991                                  |
| Podravska Slatina       | Cuartel                      | Batallón de Frontera 33 (incluye puestos de frontera en Kapinac y en Noskovac)                                    | 16 de septiembre de 1991                                  |
| Požega                  | Cuartel                      | División Partisana 40 (Reserva. A movilizar)                                                                      | 17 de septiembre de 1991.                                 |
| Sklandiste              | Campo de entrenamiento       | | Noviembre de 1991                                         |
| Varaždin                | Cuarteles y depósitos        | Comando 32 Cuerpo y unidades de artillería y logísticas dependientes. División Partisana 32 (Reserva.A movilizar) | 22 de septiembre de 1991                                  |
| Virovitica              | Cuarteles y depósitos        | Brigada Mixta de Artillería 288 Batallón de frontera                                                              | 16 de septiembre de 1991                                  |
| Virovitica (Šištat)     | Depósito minas y explosivos. | | 16 de septiembre de 1991                                  |

### Evolución de la situación en Daruvar
La guerra comenzó en Daruvar el 19 de julio cuando milicianos serbios atacaron a miembros de la Unidad de Policía Especial Omega en Sirač matando a dos e hiriendo a cinco. Al día siguiente, otro policía es muerto. El 19 de agosto, policías y milicianos serbios intentaron tomar control de la estación de policía de Daruvar matando a un policía; atacaron Levinovac y cortaron el camino en el lugar; capturaron 12 croatas en Miokovićevo e intentaron cortar la ruta Daruvar - Pakrac. Este hecho fue informado al jefe de la Brigada 21 en Doljani el mismo día de los acontecimientos solicitándole autorización para demoler el puente en ruta Veliki Zdenci - Daruvar en el área de Ribarska koliba. Sin embargo, ello no demuestra que tuviera el control de las operaciones de los milicianos.
Similares acciones contra estaciones de policía se llevaron a cabo en la zona como Nova y Stara Gradiška, Novska, Pakrac y Grubišno Polje. Los intentos fracasaron. El 20 de agosto, fuerzas serbocroatas realizaron un ataque con morteros sobre la ciudad. Al tercer día del ataque, arriban a Daruvar refuerzos policiales de Đurđevac y Koprivnica
El 1 de septiembre, la estación de policía de Donje Daruvar fue atacada muriendo uno de sus miembros. Ese día, en Doljana, en el área conocida como Kopeček, una formación serbia atacó con morteros la localidad siguiendo el ataque con varios grupos a pie desde varias direcciones. El resultado fue de dos policías muertos, un miembro del ZNG y unos doce heridos. Según Nikola Ivkanec, entonces coordinador de la defensa de Daruvar, la acción fue decidido en el cuartel de Polom.
Este día es recordado como el "Domingo Sangriento de Daruvar". Cada año es recordado el aniversario del ataque armada a la aldea de Doljani y la muerte de tres personas.

## Cuartel de Polom

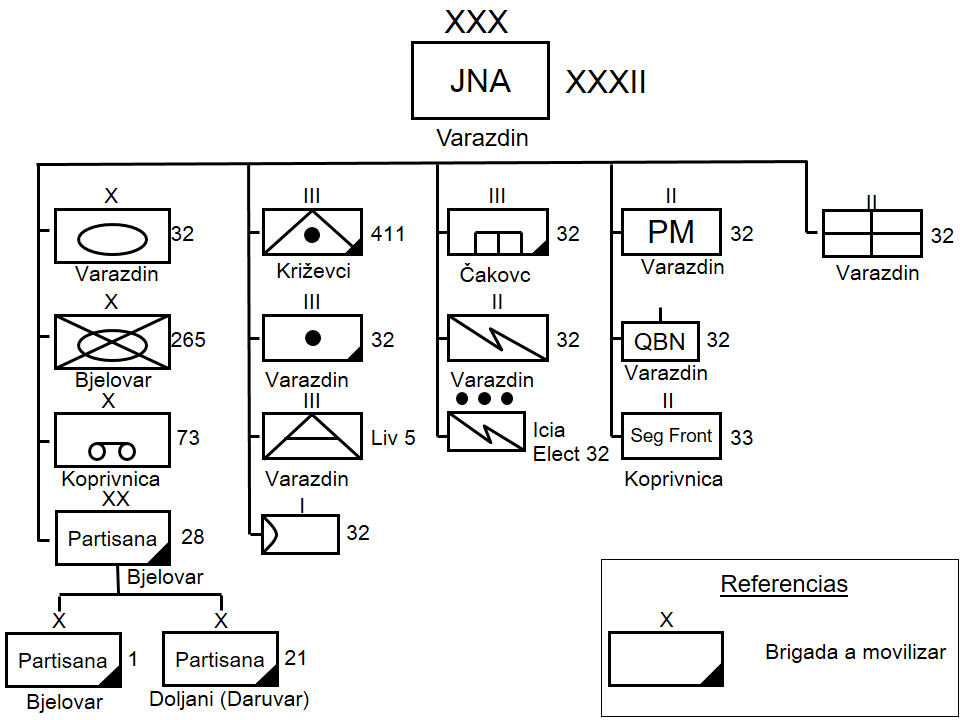
Orden de batalla del Cuerpo 32 del JNA al inicio de 1991

El Cuartel de Polom se encontraba al oeste de la ruta Daruvar - Pakrac, unos 5 km al sur de la primera. Su ubicación era la localidad de Doljani, aldea de unos 1003 habitantes. El área se caracterizaba por ser ondulada y rodeada por frondosos bosques que la hacían muy difícil de observar desde el camino, del cual estaba en un desnivel de unos -20 metros. Contaba con dos entradas una para el sector norte donde se hallaban las barracas (45°33'36.43"N - 17°12'38.58"E) y una para el sur, mayormente depósitos y polvorines (45°33'13.82"N - 17°12'7.71"E) . Ambos se conectaban internamente por un camino.
La guarnición dependía del XXXII Cuerpo del JNA cuyo puesto comando y mayor cantidad de unidades se encontraba en Varaždin, bajo asedio desde el 11 de septiembre de 1991 (cae en manos croatas el 22). Dependiente de ese Cuerpo se encontraba la Guarnición de Bjelovar, también bajo asedio desde el 14 de septiembre (cae el día 29). Bjelovar era la sede de la Brigada Mecanizada 265 del JNA, clasificada como A, el comando de la División Partisana 28 (a movilizar) y una de sus brigadas partisanas, la Primera (también a movilizar). Las armas y el equipo de la División 28 estaban en el almacén Doljani. En el mismo almacén había armas y equipos de seis cuarteles generales municipales de la Defensa Territorial que fue confiscado en mayo de 1990.
La División 28, bajo el comando del Coronel Nikola Marić, tenía bajo su dependencia a la Brigada 21 "Jan Žižka" con asiento en Doljani. Esta pequeña guarnición, al momento de los combates, se estaba sensiblemente reducida luego de las deserciones producidas al inicio del combate. Solo un total de unos 20 integrantes serbios y albaneses se mantuvieron en el lugar.
Las Brigadas Partisanas eran brigadas regulares en el JNA que poseía brigadas motorizadas, de infantería, de montaña, blindadas, partisanas y las TO. Las diferentes unidades están bien coordinadas para trabajar hacia los mismos objetivos. Una brigada partisana es una brigada de infantería ligera armada con armas livinas (incluyendo morteros). Mientras que una brigada motorizada puede tener 6.000 miembros, una partisana tenía entre 1.000 y 1.500 hombres. Normalmente, las brigadas partisanas operaban en las áreas de origen de sus soldados donde están completamente familiarizados con el terreno. Principalmente, una brigada partisana estaba estacionada en un área donde es difícil para una brigada motorizada avanzar o operar. Estas brigadas partisanas eran ideales para la tarea de moverse a un área para despejarla. Normalmente eran brigadas a movilizar en tiempo de guerra, tal como sucedió a partir de septiembre de 1991.
A principios de julio de 1991, el coronel Nikola Marić comenzó a organizar las milicias serbias. Desde mediados de agosto de 1991, miembros de las milicias serbias estuvieron en el cuartel. En el período comprendido entre el 3 de mayo y mediados de septiembre de 1991, entregó a los serbios de Eslavonia Occidental, entre 4.500 y 5.000 armas de infantería, algunos lanzagranadas, lanzacohetes, cinco morteros de 120 mm y aproximadamente 1.300.000 municiones provenientes del Depósito de Movilización de Doljani (Daruvar) - "Cuartel Polom". Se estima que en el lugar existía cerca de veinte mil toneladas de material de artillería y de infantería, munición y explosivos para esas armas y vehículos de uso general. El armamento de la Brigada 21 junto con el equipo de seis cuarteles municipales municipales de Defensa Territorial que fueron incautados en mayo de 1990 se guardaba en los almacenes de Doljani.

## Desarrollo del combate
El 13 de septiembre de 1991, las fuerzas croatas comenzaron a bloquear el cuartel con la intención de ocuparlo. A tal efecto, el 14, el Comando de Crisis de Daruvar (Krizni štab Daruvar) envió un ultimátum al Coronel JNA Smiljana Stanić, comandante del cuartel Polom instándolo a finalizar todo tipo de actividad en 24 horas y entregar las armas bajo la amenaza de ser atacados. El 16, el Comando envió al Ministerio del Interior un requerimiento de apoyo dado que estimaba que al día siguiente se producirían enfrentamientos.
Se tomó la decisión de atacar el 16, coincidiendo con el día que los partisanos tomaron la ciudad durante la Segunda Guerra Mundial. Participarían fuerzas procedentes de las Administraciones de Policía de Kutina y Bjelovar y miembros de la ZNG. El plan de ataque fue formulado por la Departamento de Policía de Kutina. Su estimación de personal del JNA era de 350 soldados, reservistas y milicianos. Sin embargo, los efectivos estaban sensiblemente disminuidos para la custodia de los almacenes con una gran cantidad de armas, municiones, explosivos y vehículos. La única formación organizada de los croatas de Daruvar , en ese momento, era la comisaría policial, que estaba comandada por Zdenko Jandik y su adjunto Damir Barberić, con la coordinación de Nikola Ivkanac.
En la noche del 15 al 16 arribaron a Daruvar miembros de refuerzos de la ZNG de Kutina, Garešnica, Bjelovar y Đurđevac que fueron enviados a Polom durante la noche. En cuanto el personal que estaba en el cuartel supo que estaba rodeado, comenzó con el fuego de morteros a Doljani y a Daruvar. Ello impidió la sorpresa de los atacantes que debieron emplear vehículos de combate para la acción.
Debido a que el ataque era desfavorable, la Estación de Policía de Daruvar solicitó apoyo a la Administración de Policía de Bjelovar que envió la Unidad de Policía Especial Omega (90 hombres con vehículos blindados con apoyo de morteros de 60 y 120 mm). Su arribo al lugar se produce a las 0900 pasando rápidamente al ataque en tres direcciones.
Debido al fuerte fuego de infantería y la presencia de campos minados, los croatas ven la imposibilidad de ocupar las instalaciones y deciden a las 14 horas iniciar la retirada. Esta situación permite a las tropas yugoslavas escapar hacia el sur, a través de la aldea de Kip en dirección a la zona de Pakrac ocupada por brigadas del JNA. Si bien esta situación fue sabida por los croatas en horas de la tarde por dos soldados del JNA que huyeron hacia Daruvar, se decidió iniciar un nuevo ataque recién al otro día.
Según relató el coordinador de la defensa de Daruvar, Nikola Ivkanek, los croatas lograron capturar accidentalmente a un conscripto albanés. Luego de interrogarlo, se lo envió nuevamente al cuartel con el mensaje de garantía de su seguridad. Este convenció a otros ocho albaneses y dos serbios que se mantenían dentro de las instalaciones.
Aproximadamente a las seis de la mañana se reinició el avance con densa niebla y con precauciones ya que la zona fue minada antes de la retirada serbia. Para entonces, el cuartel estaba abandonado. El ingreso se hizo sin resistencia pero los croatas, rápidamente, se replegaron por el temor de un ataque aéreo por parte de la Fuerza Aérea Yugoslava. El ataque se produjo a las diez de la mañana, volando uno de los almacenes.
El saldo del ataque fueron ocho muertos y seis heridos en el bando croata. Los conscriptos fueron hechos prisioneros, alojados en el hotel Termal y se les informó a sus familias y se los liberó prontamente. Se desconoce las bajas en el bando del JNA. 
El material capturado fue unos 20.000 toneladas de municiones, una docena de cañones de defensa aérea autopropulsados y una gran cantidad de armas de artillería de diversos calibres.

## Hechos posteriores
Luego de la conquista del cuartel de Doljani, gran cantidad material militar fue distribuido entre las fuerzas croatas. Ello dio un gran impulso para la generación de fuerzas en Eslavonia Occidental. Con ese material fueron armadas las unidades ZNG de Pakrac, Daruvar, Kutina, Garešnica y Grubišno Polje.
Parte del material fue enviado a Zagreb. El material de artillería permitió formar la 24ª División de Artillería mixta del Ejército Croata y el 52.º Batallón Independiente.
Luego del acuerdo de alto al fuego de Sarajevo del 2 de enero de 1992 y el ingreso de UNPROFOR, Polom fue utilizado como puesto comando del Sector West (con el nombre de Polom Camp) y base de las tropas canadienses hasta fines de 1993. Desde ese entonces y hasta mediados de 1995, se estableció en el lugar el puesto comando del contingente argentino junto con las compañías comando y servicios.
Con el retiro de UNPROFOR luego de la Operación Bljesak de 1995, se establece en las instalaciones de Polom una unidad del Ejército Croata.
En Daruvar, los 17 de septiembre se celebra el Día de los Veteranos de Guerra en conmemoración de la lucha para la toma del cuartel.